# 小花石楠
小花石楠（学名：Photinia parviflora）为蔷薇科石楠属下的一个种。其种加词“parviflora”意为“小花的”。
现接受名为小花绒毛石楠（Photinia schneideriana var. parviflora (Cardot) L.T.Lu & C.L.Li）。